# 2008 في تشاد
الأحداث من عام 2008 في  تشاد.

## في السلطة
- الرئيس: إدريس ديبي
- رئيس الوزراء: دلوا كاسيريه كوماكوي (حتى 15 أبريل)، يوسف صالح عباس (ابتداءً من 15 أبريل)

## أحداث

### يناير
- 7 يناير - تعرض صحفي من إذاعة إف إم ليبرتي FM Liberté المستقلة لمضايقات من قبل قوات الأمن وزُعم أنه حاول التخلي عن تغطية قضية ما.[1]
- 16 يناير - أغلقت الحكومة إذاعة إف إم ليبرتي FM Liberté واعتقل مديرها دجكورنينغا كاوتر لازار وخضع للاستجواب. [1] [2] [3]
- 17 يناير - كيليتيتي دونو، رئيس الحزب الليبرالي التشادي (Parti Libéral du Tchad أو PLT) تم اعتقاله دون أمر قضائي، ولكن تم إطلاق سراحه بعد فترة وجيزة. وكان قد أجرى قبل أسبوع مقابلة مع إذاعة إف إم ليبتري FM Liberté ينتقد فيها الحكومة. [1]
- 18 يناير - الإفراج عن مدير إذاعة إف إم ليبرتي FM Liberté بتهمة القذف والتحريض على الكراهية القبلية. [2] [4]
- 21 يناير / كانون الثاني - المدعي العام يسقط جميع التهم الموجهة إلى لازار، مدير راديو إف إم ليبرتي.[5]

### فبراير
- 11 فبراير - أعلن المتحدث باسم الاتحاد الأوروبي استئناف نشر قوة يوفور تشاد، الذي تأخر بسبب القتال في العاصمة إنجمينا. ولا يوجد حاليا سوى 150 جنديا من في تشاد.[6]

### مارس
- 13 مارس - بوساطة الرئيس السنغالي عبد الله واد، وقع الرئيس السوداني عمر البشير والرئيس التشادي إدريس ديبي في دكار اتفاقية عدم اعتداء. وبموجب شروط الاتفاق، يوافق كلاهما على «منع جميع أنشطة الجماعات المسلحة».[7]
- 14 مارس - أعلن متحدث باسم التحالف الوطني المتمرد أنهم سيتجاهلون اتفاق السلام بين تشاد والسودان وسيواصلون محاربة ديبي إذا لم يقبل بدء محادثات جادة معهم.[8]
- 14 مارس - 83 من أصل 103 أطفال كانوا محور فضيحة«سفينة زوي» (وهي جمعية خيرية فرنسية حاولت تسفير أطفال إلى فرنسا)، والذين تم احتجازهم في دار أيتام في أبيشي منذ اندلاع الفضيحة قبل خمسة أشهر، تم لم شملهم مع عائلاتهم.[9]
- 20 مارس - صرح القائد العام لقوة يوفور تشاد، بات ناش، أن القوات سترد على إطلاق النار إذا هاجم المتمردون مخيمات اللاجئين التي تحميها قوة الاتحاد الأوروبي.[10]

### مايو
- 10 مايو - قطع السودان العلاقات مع تشاد، مدعيا أن البلاد تقف وراء هجوم شنه متمردي دارفور.[11] [12]

### يونيو
- 13 يونيو - تقدم المتمردون باتجاه إنجمينا ويهددون باستهداف الطائرات الفرنسية التي تحلق فوق أراضيهم.[13]
- 13 و 14 يونيو - إطلاق نار على القوات الأيرلندية خلال اشتباك بين الحكومة التشادية والمتمردين.[14]

### أغسطس
- 15 أغسطس - الحكم بالإعدام على الرئيس السابق حسين حبري و 11 متمردا لارتكابهم جرائم ضد الدولة.[15]

### سبتمبر
- 11 سبتمبر - البنك الدولي يلغي الخطط التي كان قد توصل إليها بالاتفاق مع تشاد لإنشاء خط أنابيب نفط في البلاد.[16] [17]